# جورج آلن (بازیکن فوتبال، زاده ۱۹۳۲)
جورج آلن (انگلیسی: George Allen; ۲۳ ژانویهٔ ۱۹۳۲ – ۱۳ ژوئیهٔ ۲۰۱۶) بازیکن فوتبال اهل بریتانیا بود.
از باشگاه‌هایی که در آن بازی کرده‌است می‌توان به باشگاه فوتبال کاونتری سیتی، باشگاه فوتبال بیدفورد، باشگاه فوتبال تورکی یونایتد، و باشگاه فوتبال بیرمنگام سیتی اشاره کرد.